# Togo (pies)

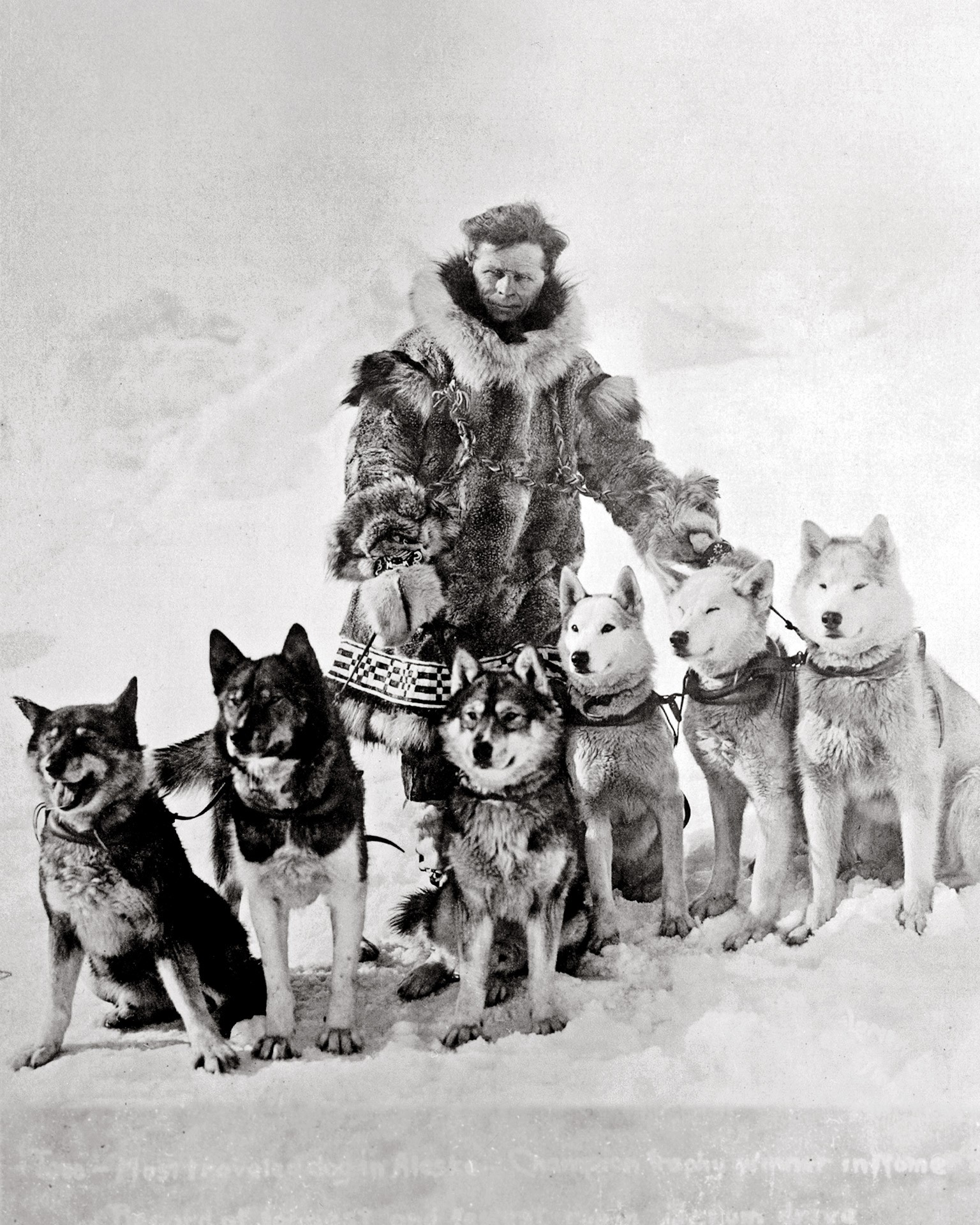
Leonhard Seppala razem psami zaprzęgowymi ze swojej hodowli. Od lewej do prawej: Togo, Karinsky, Jafet, Pete, Ilsa i Fritz (c. 1924–1925)

Togo (ur. 17 października 1913, zm. 5 grudnia 1929  w Poland Spring) – pies zaprzęgowy rasy syberyjski husky. Był psem liderem zaprzęgu norweskiego maszera Leonharda Seppali w czasie tzw. „Wielkiego Wyścigu Miłosierdzia” (sztafety  psich zaprzęgów prowadzącego przez środkową i północną Alaskę z misją dostarczenia surowicy na czas do ogarniętego epidemią dyfterytu odciętego od świata miasteczka Nome na przełomie stycznia i lutego 1925 roku). Mimo pokonania największego dystansu ze wszystkich biorących udział w biegu psich liderów i przebycie przez najbardziej niebezpieczny odcinek trasy, jego dokonanie zostało zmarginalizowane przez ówczesne media, na korzyść ostatniego psa lidera w sztafecie, Balto.

## Życiorys

### Przed wyścigiem
Psie zaprzęgi jeszcze w XIX i w początkowym okresie XX wieku były siłą, która ciągnęła Alaskę do przodu. Zimny klimat, śnieg, lód, ogromne odległości do przebycia, poczta na Alasce mogła funkcjonować tylko dzięki psim zaprzęgom. Dlatego najlepiej opłacanym, ale też niezwykle niebezpiecznym zawodem na Alasce w tamtym okresie był przewoźnik pocztowy. Sami hodowcy psów zaprzęgowych cieszyli się dużym uznaniem. Jednym z najbardziej znanych hodowców i trenerów psów zaprzęgowych był norweski imigrant Leonhard Seppala.
Togo był jednym z potomków byłego już psa lidera Seppali, Suggena i importowanej suczki syberyjskiej o imieniu Dolly. Początkowo nazywany był Cugu [tso`go], co w języku lapońskiej ludności Skandynawii oznacza szczeniaka, później otrzymał imię od nazwiska japońskiego admirała Heihachirō Tōgō.
Togo początkowo miał uniknąć ciężkiego losu psa zaprzęgowego. Seppala chciał, by szczeniak trafił do ciepłego domu. Pies jednak nie chciał być zwierzęciem domowym i wrócił do swojego pierwotnego właściciela, gdzie szybko dał się poznać jako doskonały materiał nie tylko na psa zaprzęgowego, ale wręcz na przewodnika zaprzęgu.

### Wielki Wyścig Miłosierdzia

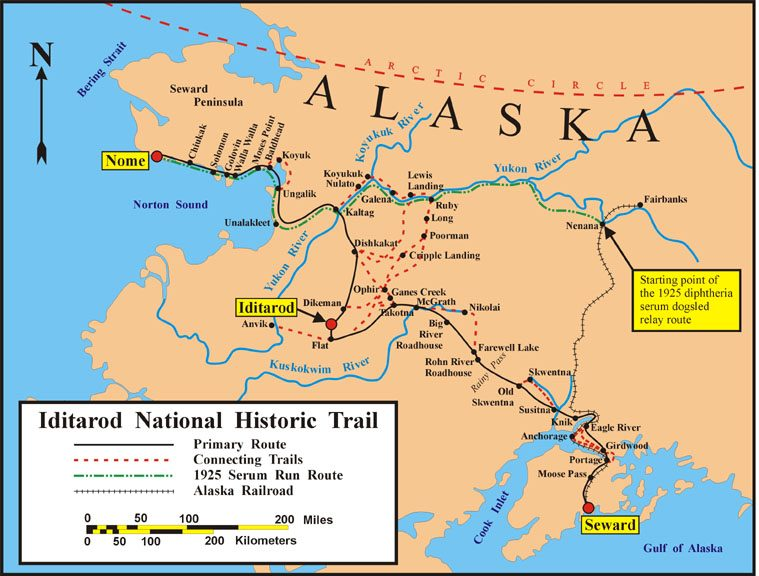
Przebieg sztafety z Nenana do Nome w 1925 roku (zielona linia)

W 1925 roku w Nome pojawiły się pierwsze przypadki błonicy. Gdy zmarło na nią troje dzieci, a następnych dwadzieścia osób zachorowało, burmistrz ogłosił kwarantannę. Miastu groził wybuch epidemii i śmierć wielu mieszkańców, gdyż zapasy antytoksyny były przeterminowane. W tej sytuacji zorganizowano jej transport z Anchorage do oddalonego o 350 km miasteczka Nenana. Stamtąd mieli ją dostarczyć do Nome rozstawieni na trasie maszerzy, gdyż tylko w ten sposób można było najszybciej dowieźć antytoksynę, która w zimowych warunkach nie przetrwałaby dłużej niż sześć dni. 
Wśród maszerów zaangażowanych w to zadanie znalazł się Seppala, który wraz z zaprzęgiem sześciu psów oraz ich psim liderem Togo, obstawił najdłuższy i najtrudniejszy odcinek trasy biegnący z Shaktoolik do Golovin. 
Piątego dnia sztafety przejął on pakunek surowicy od Henry’ego Ivanoffa i podążył w stronę zatoki Norton. Mimo że, była ona zamarznięta to wiatr wiał od strony brzegu, a więc istniało niebezpieczeństwo, że pękający lód uwięzi go na krze i wypchnie w morze. Z drugiej strony droga przez zatokę pozwalała zaoszczędzić kilkadziesiąt kilometrów. Maszer polegał przy tym na swoim najbardziej doświadczonym psie Togo. Pomimo porywistego wiatru i burzy śnieżnej po kilku godzinach pokonał ją i dotarł na drugi brzeg do Isaac's Point. Tam po krótkim odpoczynku wyruszył w nocy w dalszą trasę. Jednakże lód na zatoce zaczął pękać, dlatego Seppala nie chcąc ryzykować wrócił na brzeg i dalszą część drogi pokonał idąc przez wysokie na 1500 metrów góry Little McKinley Mountain. Ostatecznie mimo fatalnej pogody w ciągu dwóch dni przebył 146 km i dotarł do Golovin, gdzie pakunek odebrał od niego Charlie Olson, a potem przejął go Gunnar Kaasen i dostarczył do Nome.
Wydarzenie to nazwano „Wielkim wyścigiem miłosierdzia”, lub też „Biegiem surowiczym” a upamiętnia je doroczny wyścig psich zaprzęgów Iditarod Trail.

### Po wyścigu
Mimo iż Balto i jego właściciel Gunnar Kaasen zbierali największe laury, sława nie ominęła pozostałych maszerów i psów biorących udział w „Wyścigu Miłosierdzia”. W październiku 1926 Seppala wraz z Togo i innymi swoimi psami wyruszyli w tournée po USA, rozpoczynając podróż od Seattle w stanie Waszyngton, a następnie do Kalifornii. Seppala i Togo przyciągali tłumy, pojawili się nawet w kampanii papierosów Lucky Strike. Jednym z ważniejszych przystanków był Nowy Jork, gdzie 30 grudnia Togo został odznaczony złotym medalem przez Roalda Amundsena.
Tournée zakończyło się w styczniu 1927 roku w miasteczku Poland Spring w stanie Maine, wyścigiem psich zaprzęgów, gdzie Togo i Seppala pokonali z ogromną przewagą Arthura Waldena. Rozgłos i wzrost zainteresowania psimi zaprzęgami pozwoliły Seppali wraz z partnerką Elizabeth Ricker założyć hodowlę husky syberyjskich w Poland Spring, w której Togo już na psiej emeryturze brał czynny udział, kładąc podwaliny pod współczesne psy zaprzęgowe rasy syberyjskich husky.

## Togo w literaturze
Togo jest bohaterem licznych powieści, prac popularnonaukowych i książek graficznych. Spośród tytułów można wymienić m.in.:
„Togo's Fireside Reflections" z 1928 roku, autorstwa Elizabeth M. Ricker — była to pierwsza powieść podejmująca temat dzielnego psa. Narratorem książki jest Togo, który opowiada dzieciom o swoich przygodach na Alasce.
„Togo" z 2002 roku, autorstwa Roberta J. Blake'a i "Togo: Brave Dog of Alaska" z 2019 roku, autorstwa Lisy Kuehl. Oba tytuły skupiają się na temacie Wyścigu Wielkiego Miłosierdzia. Książki są krótkie, bogate w ilustracje, skierowane do młodszych czytelników.
„Togo of Alaska: The Life and Times of the Greatest Sled Dog" z 2025 roku, autorstwa Jeffa Hatwella, wydaną dokładnie w setną rocznicę Serum Run. Książka jest pełną, faktograficzną biografią dzielnego psa.
„Kroniki Nome: Togo" z 2025 roku, autorstwa Bartosza Jaczewskiego. Książka jest pierwszym tomem z zaplanowanej tetralogii. Utwór rozgrywa się w latach 1913 - 1915 i koncentruje się na szczenięctwie Toga oraz udziale Seppali w wyścigach All Alaska Sweepstakes. Powieść ma charakter relacyjny, i jest prowadzona z perspektywy Toga, Seppali oraz narratora.

## Adaptacje filmowe
20 grudnia 2019 roku na Disney+ premierę miał wyprodukowany przez wytwórnie Walt Disney Pictures film pełnometrażowy „Togo”, opowiadający o wyczynie tytułowego psa i jego właściciela.